# Lista zabytków w Marsaskali
To jest lista zabytków w miejscowości Marsaskala na Malcie, które są umieszczone na liście National Inventory of the Cultural Property of the Maltese Islands.

## Lista
| Nazwa zabytku                                | Lokalizacja                                   | Współrzędne                                   | Nr na liście NICPMI | Zdjęcie |
| -------------------------------------------- | --------------------------------------------- | --------------------------------------------- | ------------------- | ------- |
| Wieża Mamo                                   | Triq id-Daħla ta’San Tumas                    | 35°51′20,9″N 14°33′30,3″E/35,855815 14,558404 | 00043               |         |
| Villa Apap Bologna                           | Triq Sant’Anna                                | 35°51′54,7″N 14°33′43,9″E/35,865200 14,562193 | 01179               |         |
| Villa Glenberg                               | Triq Sant’Anna                                | 35°51′53,3″N 14°33′43,3″E/35,864800 14,562014 | 01180               |         |
| Wieża i bateria św. Tomasza                  | Triq Dawret it-Torri                          | 35°51′40,3″N 14°34′21,1″E/35,861202 14,572522 | 01377               |         |
| Bateria Riħama                               | Tal-Munxar, il-Bajja ta’San Tumas             | 35°50′59,2″N 14°33′56,1″E/35,849769 14,565572 | 01385               |         |
| Reduta Marsaskala                            | Triq iż-Żonqor                                | 35°51′55,8″N 14°33′54,8″E/35,865509 14,565223 | 01424               |         |
| Trzy Krzyże                                  | Triq il-Bidni                                 | 35°52′08,7″N 14°33′17,4″E/35,869087 14,554842 | 01722               |         |
| Kaplica Matki Bożej Światłości               | Triq il-Bidni                                 | 35°52′07,3″N 14°33′16,3″E/35,868700 14,554537 | 01723               |         |
| Kościół parafialny św. Anny                  | Triq Dun Frans Bianco / Triq iż-Żonqor        | 35°51′57,2″N 14°33′51,0″E/35,865885 14,564164 | 01724               |         |
| Statua św. Anny                              | Triq Sant’Anna / Sqaq San Ġwakkin             | 35°51′56,6″N 14°33′46,3″E/35,865719 14,562872 | 01725               |         |
| Nisza św. Antoniego Padewskiego              | 100 Triq Sant’Anna                            | 35°51′55,2″N 14°33′46,4″E/35,865338 14,562888 | 01726               |         |
| Kaplica Matki Bożej Różańcowej tal-Barunissa | Triq Sant’Anna                                | 35°51′54,9″N 14°33′44,5″E/35,865240 14,562373 | 01727               |         |
| Nisza św. Józefa                             | 23 Triq ix-Xatt                               | 35°51′51,2″N 14°33′43,1″E/35,864229 14,561965 | 01728               |         |
| Nisza Niepokalanego Poczęcia                 | Triq ix-Xatt                                  | 35°51′50,4″N 14°33′42,2″E/35,864004 14,561735 | 01729               |         |
| Nisza św. Józefa                             | Pjazza Mifsud Bonnici                         | 35°51′46,9″N 14°33′39,5″E/35,863017 14,560974 | 01730               |         |
| Nisza św. Antoniego Padewskiego              | 88 Triq Sant’Anna                             | 35°51′53,6″N 14°33′45,0″E/35,864884 14,562489 | 01731               |         |
| Nisza św. Spirydiona                         | Marine Court, Triq tal-Gardiel                | 35°51′27,0″N 14°33′48,4″E/35,857489 14,563450 | 01732               |         |
| Nisza św. Tomasza                            | Triq tal-Gardiel / Triq id-Daħla ta’San Tumas | 35°51′25,8″N 14°33′47,9″E/35,857170 14,563293 | 01733               |         |
| Nisza Krzyża Chrystusowego                   | 43 Triq id-Daħla ta’San Tumas                 | 35°51′25,1″N 14°33′43,2″E/35,856963 14,562007 | 01734               |         |
| Kaplica św. Kajetana                         | Triq id-Daħla ta’San Tumas                    | 35°51′20,3″N 14°33′27,1″E/35,855637 14,557528 | 01735               |         |
| Nisza Najświętszego Serca Jezusowego         | "Hydra", Triq id-Daħla ta’San Tumas           | 35°51′20,9″N 14°33′16,8″E/35,855816 14,554678 | 01736               |         |
| Kaplica św. Antoniego z Padwy                | Triq il-Wied                                  | 35°51′38,7″N 14°33′06,7″E/35,860753 14,551860 | 01737               |         |
| Nisza św. Wincentego Ferreriusza             | 1 Triq La Sengle / Triq San Ġwakkin           | 35°51′58,9″N 14°33′45,7″E/35,866354 14,562687 | 01738               |         |
| Nisza św. Andrzeja                           | 12-13 Triq San Ġwakkin                        | 35°51′58,5″N 14°33′45,8″E/35,866246 14,562733 | 01739               |         |
| Stary kościół parafialny                     | 15 Triq La Sengle                             | 35°51′59,1″N 14°33′44,2″E/35,866404 14,562266 | 01740               |         |
| Kaplica św. Mikołaja                         | boczna droga od Triq il-Blajjiet              | 35°52′25,2″N 14°33′42,8″E/35,873667 14,561895 | 01741               |         |
| Kaplica Matki Bożej od Paska                 | 29-30 Triq iż-Żonqor                          | 35°51′55,4″N 14°33′53,4″E/35,865387 14,564842 | 01742               |         |
| Pusta nisza                                  | Triq id-Daħla ta’San Tumas                    | 35°51′22,8″N 14°33′05,6″E/35,856329 14,551569 | 01743               |         |
| Nisza Matki Bożej Królowej Pokoju            | Triq id-Daħla ta’San Tumas                    | 35°51′18,7″N 14°33′19,1″E/35,855184 14,555299 | 01744               |         |